# Dichaetomyia apicalis
Dichaetomyia apicalis este o specie de muște din genul Dichaetomyia, familia Muscidae. A fost descrisă pentru prima dată de Stein în anul 1904. Conform Catalogue of Life specia Dichaetomyia apicalis nu are subspecii cunoscute.